# 陸軍気象部
陸軍気象部（りくぐんきしょうぶ）は、大日本帝国陸軍の機関の一つ。1938年（昭和13年）「陸軍気象部令」によって設置された。関東軍や南方軍等、前線部隊に設置された気象部については「気象隊｣の項目を参照されたい。陸軍部内に発行された文書の発簡番号は「陸気」や「陸気密」等。

## 概要
前身は1935年（昭和10年）陸軍砲工学校内に設けられた気象部で、1938年4月11日に制定された「陸軍気象部令」（昭和13年勅令第240号）により、独立した。気象部令によれば「兵要気象ニ関スル研究、調査、統計其ノ他気象器材ノ研究、試験、検定、審査、気象勤務ニ必要ナル学術ノ教育等ヲ行フ」と規定された。気象部の新設に先だって、陸軍は気象行政を管轄していた文部省に全国気象台等気象機関の一元統制及び中央気象台の強化を要請する。当時県営測候所等の気象機関が存在しており、文部省はこの要請を受けて全国にある全ての気象台を中央気象台の管下に改める。また、気象の分野における管区を設け、全国を四管区九地方気象区に分かつ。夫々の気象通信施設には軍事用の放送施設が整備され、外地の気象施設もまた改められた。陸軍気象部は参謀総長隷下で、部長は少将が当てられた。隷下に支部と観測所・出張所があった。1941年（昭和16年）から陸軍中央気象部と改称した。
陸軍気象部は東京都杉並区馬橋4丁目（現在の高円寺北4丁目）にあり、この施設内に1944年（昭和19年）4月1日気象神社が設けられた。祭神は八意思兼命、例大祭は6月1日（気象記念日）。この神社は空襲によって焼失するが後に再建され、1948年（昭和23年）同区高円寺南の氷川神社内に移される。陸軍中央気象部は戦後陸軍が解体されると中央気象台研究部（1956年（昭和31年）に気象庁気象研究所）に姿を変える。気象研究所は1980年に筑波に移転し、跡地は馬橋公園となった。
気象解説者の福井敏雄は陸軍技術中尉として気象部に属していた事がある。

## 気象部長経験者
陸軍気象部長
- 新妻雄 少将：昭和13年4月13日 - 昭和15年3月9日
- 三上喜三 少将：昭和15年3月9日 - 昭和16年7月26日

陸軍中央気象部長
- 三上喜三 少将：昭和16年7月26日 - 昭和17年3月20日
- 諌武鹿夫 大佐：昭和17年3月20日 - 昭和19年5月16日
- 竹内善次 少将：昭和19年5月16日 - 昭和20年2月19日

## 気象観測所・出張所の構成
| 陸軍中央気象部（東京都杉並区馬橋四丁目） |            |                                                                                                |
| 支部                                     | 種別       | 名称                                                                                           |
| 岐阜支部                                 | 気象観測所 | 浜松・伊良湖・岐阜・富山・明野・八日市・加古川・大邱・平壌・咸興・会寧・群山                   |
| 岐阜支部                                 | 出張所     | 大阪（大阪府中河内郡大正村） 宣徳（朝鮮咸鏡南道定平郡宣徳）                                    |
| 新田原支部                               | 気象観測所 | 大刀洗・菊池・新田原・知覧・沖縄・徳之島・宮古島・石垣島・桃園・台中・嘉義・屏東・佳冬・花蓮港 |
| 新田原支部                               | 出張所     | 下関（山口県厚狭郡王喜村） 芦屋（福岡県遠賀郡芦屋町） 伊江島 済州島                            |

上記の他、1940年（昭和15年）の時点では立川出張所（東京府北多摩郡立川町）・鉾田出張所（茨城県鹿島郡鉾田）がある。
参考
- 「陸軍気象部出張所ノ名称及位置ニ関スル件」
- 昭和19年5月15日陸密第1892号「陸軍気象部支部所属ノ気象観測所及出張所ノ名称ニ関スル件達」
- 昭和19年8月11日陸密第3355号「陸軍気象部支部所属ノ気象観測所及出張所ノ名称ニ関スル件中改正ノ件達」
- 「官衙所在地一覧表」

## 関連法令
- 陸軍気象部令（昭和13年勅令第240号）
- 陸軍気象部令中改正ノ件（昭和13年勅令第736号）
- 陸軍気象部令中改正ノ件（昭和14年勅令第3号）
- 陸軍気象部令中改正ノ件（昭和14年勅令第502号）
- 陸軍気象部ノ所轄ノ変更等ノ為ニスル陸軍気象部令外三勅令中改正ノ件（昭和18年勅令第248号）
- 陸軍航空士官学校令外三勅令中改正ノ件 （昭和19年勅令第343号）
- 昭和20年11月26日陸軍省令第56号（本令により陸軍気象部令は廃止された）

## 関連書籍
- 陸軍気象部「陸軍気象常用表」昭和16年
- 陸軍気象部「大東亜気候地図及大東亜気候ノ特性及気候図ノ見方」昭和18年
- 陸軍気象部「気象学教程　全」昭和19年
- 栗原克丸「若き一読書人の思想の遍歴」高文研、ISBN 4-87498-332-4